# Pallacanestro Broni 93 2018-2019
Questa voce raccoglie le informazioni riguardanti la Pallacanestro Broni 93 nelle competizioni ufficiali della stagione 2018-2019.

## Stagione
La stagione 2018-2019 della Pallacanestro Broni 93, sponsorizzata Elcos, è la terza che disputa in Serie A1.

## Verdetti stagionali
Competizioni nazionali
- Serie A1: (23 partite)

stagione regolare: 5º posto su 11 squadre (13-7);
play-off: perde i quarti di finale contro San Martino di Lupari (1-2).
- Coppa Italia: (1 partita)

quarto di finale perso contro Sesto San Giovanni.

## Rosa
|    | Naz.                   | Ruolo | Sportivo              | Anno | Alt. |  |        |
| -- | ---------------------- | ----- | --------------------- | ---- | ---- |  | ------ |
| 2  | Italia (bandiera)      | G     | Greta Miccoli         | 2000 | 170  |  |        |
| 3  | Italia (bandiera)      | G     | Laura Spreafico       | 1991 | 182  |  |        |
| 5  | Italia (bandiera)      | PG    | Anna Togliani         | 1998 | 171  |  |        |
| 7  | Italia (bandiera)      | P     | Giulia Moroni         | 1994 | 171  |  |        |
| 8  | Italia (bandiera)      | GA    | Enrica Pavia          | 1989 | 176  |  | (cap.) |
| 9  | Italia (bandiera)      | P     | Valentina Bonasia     | 1994 | 164  |  |        |
| 10 | Stati Uniti (bandiera) | A     | Julie Wojta           | 1989 | 184  |  |        |
| 11 | Italia (bandiera)      | G     | Anna Capra            | 2003 |      |  |        |
| 13 | Serbia (bandiera)      | C     | Nikolina Milić        | 1994 | 191  |  |        |
| 14 | Italia (bandiera)      | A     | Gloria Strozzi        | 1999 | 175  |  |        |
| 18 | Italia (bandiera)      | A     | Elena Castello        | 1998 | 188  |  |        |
| 23 | Italia (bandiera)      | P     | Celeste Baldan        | 2000 | 172  |  |        |
| 24 | Croazia (bandiera)     | AC    | Nina Premasunac       | 1992 | 187  |  |        |
| 28 | Italia (bandiera)      | AC    | Giovanna Elena Smorto | 1999 | 180  |  | [ 3 ]  |
| 44 | Italia (bandiera)      | C     | Valentina Gatti       | 1988 | 192  |  |        |

## Mercato

### Sessione estiva
Confermate le giocatrici Giulia Moroni, il capitano Enrica Pavia, Valentina Bonasia, Valentina Gatti, Julie Wojta e Nina Premasunac, la società ha effettuato i seguenti trasferimenti:
| Acquisti | Acquisti        | Acquisti        | Acquisti   |
| R.       | Nome            | da              | Modalità   |
| -------- | --------------- | --------------- | ---------- |
| G        | Greta Miccoli   | Panthers Roseto | prestito   |
| G        | Laura Spreafico | Eirene Ragusa   | definitivo |
| PG       | Anna Togliani   | Reyer Venezia   | definitivo |
| G        | Anna Capra      | GEAS            | definitivo |
| C        | Nikolina Milić  | Castors Braine  | definitivo |

| Cessioni | Cessioni              | Cessioni             | Cessioni       |
| R.       | Nome                  | a                    | Modalità       |
| -------- | --------------------- | -------------------- | -------------- |
| G        | Siria Costa           | -                    | fine contratto |
| PG       | Ashley Ravelli        | Le Mura Lucca        | fine contratto |
| PG       | Carlotta Crespi       | -                    | fine contratto |
| A        | Margherita Corbellini | -                    | fine contratto |
| P        | Chiara Fusari         | Barry Buccaneers     | fine contratto |
| AC       | Chatilla van Grinsven | Universitario Ferrol | fine contratto |

### Sessione invernale
| Acquisti | Acquisti              | Acquisti    | Acquisti   |
| R.       | Nome                  | da          | Modalità   |
| -------- | --------------------- | ----------- | ---------- |
| AC       | Giovanna Elena Smorto | Magnolia CB | definitivo |

| Cessioni | Cessioni | Cessioni | Cessioni |
| R.       | Nome     | a        | Modalità |
| -------- | -------- | -------- | -------- |

## Risultati

### Coppa Italia

#### Quarti di finale
| Arbitri: | Valerio Salustri (Roma) Gabriele Gagno (Conegliano) Marco Catani (Pescara) |

|              |          |                        |
| Milić 23     | Punti    | 16 Loyd                |
| Premasunac 5 | Assist   | 5 Arturi, Loyd, Verona |
| Milić 12     | Rimbalzi | 8 Loyd, Panzera        |